# イ・ダヒ
イ・ダヒ（이다희、1985年3月15日 - ）は、モデル出身の大韓民国の女優。

## 経歴
龍仁高等学校2年生だった2002年のスーパーモデル選抜大会をきっかけにモデルとしてデビューした後、キム・ジョンハク・プロダクションに所属し、2002年以降、女優としてテレビ・ドラマに出演するようになり、『悲しき恋歌』（2005年）や『太王四神記』（2007年）、『君の声が聞こえる』（2013年）などに出演した。
2016年8月に、所属事務所を変え、ファイ・ブラザーズに移籍した。

## 出演作品

### テレビドラマ
- 嵐の中へ（2004年、SBS） - イ・ジョンヨン役
- 悲しき恋歌（2005年、MBC） - カン・シンヒ役
- 太王四神記（2007年、MBC） - カクタン役
- エア・シティ（2007年、MBC） - ハン・イギョン役
- クク島の秘密（2008年、MBC） - イ・ダヒ役
- ロイヤルファミリー（2011年、MBC） - イ・ユソン役
- ロマンスが必要（2011年、tvN） - イ・ミンジョン役
- バーディーバディ（2011年、tvN） - ミン・ヘリョン役
- アンニョン!コ・ボンシルさん（2011年-2012年、TV朝鮮） - オ・ウンミ役
- 私の人生、恵みの雨（2012年、SBS） - ハン・ダンビ役
- 秘密（2013年、KBS） - シン・セヨン役
- 君の声が聞こえる（2013年、SBS） - ソ・ドヨン役
- ビッグマン（2014年、KBS） - ソ・ミラ役
- ミセスコップ（2015年、SBS） - ミン・ドヨン役
- 華麗なる2人（2016年、SBS） - ミン・ドヨン役
- 推理の女王2（2018年、KBS） - チョン・ヒヨン役
- 僕が見つけたシンデレラ（2018年、JTBC） - カン・サラ役
- 恋愛ワードを入力してください〜Search WWW〜（2019年、tvN） - チャ・ヒョン役
- LUCA：The Beginning（2021年、tvN） - ハヌルエ・クルム役
- 恋愛なんていらない（2022年、ENA） - ク・ヨルム役
- アイランド（2022年、TVING） - ウォン・ミホ役[4]
- アイランド パート2（2023年、TVING） - ウォン・ミホ役[5]

### 映画
- ハーモニー 心をつなぐ歌（2010年）